# AccasFilm
AccasFilm è un archivio che raccoglie materiali audiovisivi e cartacei, creato per preservare il lavoro di Marino Nicora Hribar (1939-2001).
Fondato nel 2009 a Milano è un archivio di grande valore storico e culturale, in quanto documenta la vita politica, sociale e culturale italiana dagli anni '70 agli anni '90. 
La sua rilevanza è stata riconosciuta ufficialmente nel 2020, quando è stato dichiarato di notevole interesse storico-culturale dalla Soprintendenza Archivistica della Lombardia.
Il patrimonio audiovisivo dell'archivio è costituito principalmente da filmati documentaristici ed interviste, che spaziano su una vasta gamma di temi. 

## Il patrimonio
Tra le collezioni più rilevanti vi sono le interviste e gli speciali di Enzo Biagi, realizzate tra il 1980 ed il 1984, inizialmente prodotti per Telemond e poi per Retequattro, allora di proprietà di Arnoldo Mondadori Editore. 
Un’altra sezione di grande importanza è quella dedicata alla storia dell'arte: rientra nel patrimonio tutto il girato realizzato in pellicola per la produzione di "La storia dell’arte per immagini" di Giulio Carlo Argan, di cui Marino Nicora Hribar era non solo produttore ma anche autore; oltre a diversi documentari tratti dalla più importanti mostre dell'epoca. 
L'archivio include anche tutti i materiali originali della serie Fumo di inchiostro (1978) , che racconta nove dei più grandi fumettisti d’autore intervistati nei luoghi della loro creatività. 
Si ricordano tra i protagonisti: Hugo Pratt, Guido Crepax, Guillermo Mordillo, Sydney Jordan, Benito Jacovitti, Quino, Frank Dickens, le sorelle Giussani e l'irresistibile Bonvi. Ogni episodio è introdotto dallo studioso della letteratura disegnata e direttore della rivista Linus, Oreste Del Buono.
L'archivio include anche una vasta raccolta di materiali relativi al Medio Oriente, una delle più consistenti in Europa, che offre una prospettiva unica sulle diverse culture, etnie e religioni della regione, con filmati raccolti in oltre 20 anni di produzione.
È presente anche la serie "Il granracconto della Bibbia", opera audiovisiva a disegni filmati, che narra la storia dell'Antico e Nuovo Testamento.